# Marinho de Oliveira Franco
Marinho de Oliveira Franco, mais conhecido como Maestro Marinho Franco (Lençóis, 6 de março de 1912 – Cuiabá, 24 de março de 2000) foi um maestro, saxofonista, compositor, arranjador brasileiro, além de formador de diversos grupos musicais. O principal é a banda "Marinho & seus Beat Boys", composta basicamente por integrantes da família Franco. Em uma de suas excursões artísticas, ao passar por Rondonópolis, encantou-se com a cidade e decidiu estabelecer residência. Marinho deixou uma promissora carreira no Rio de Janeiro, que na época era o maior centro de difusão artística do Brasil, para se fixar definitivamente em Rondonópolis em 1951.
Ao longo de sua trajetória, acompanhou o modernismo e outros movimentos musicais que marcaram o Brasil do século XX.
Destacou-se também em outras atividades em sua nova terra. Além de músico, exerceu várias profissões, como garimpeiro, comerciante de diamantes, corretor de imóveis, Juiz de Paz e membro de um partido político.

## Juventude
Marinho começou a aprender e estudar música ainda na infância. Aos 14 anos, já tocava na Filarmônica Lyra Popular de Lençóis, e aos 16 anos foi nomeado contramestre da mesma. Durante a juventude, atuou em orquestras e participou de diversos grupos musicais.

## Vida Pessoal
Marinho de Oliveira Franco, único filho de Marinho da Luz Franco, descendente de escravos africanos, era um homem culto, respeitado e muito querido na cidade de Lençóis, apesar de ser um homem de cor. Sua mãe, Julinda de Oliveira Santos, era uma senhora de classe média e de origem portuguesa. Apesar da forte objeção racial por parte da nobreza local, ela se casou com Marinho da Luz Franco. Pouco tempo depois do casamento, o casal teve seu único filho, Marinho, que nasceu três meses após a morte de seu pai.
Marinho de Oliveira Franco casou-se em 1941 com Izabel Vicente Silva, pernambucana de origem portuguesa, com quem teve sete filhos, doze netos e cinco bisnetos. A maioria de seus filhos seguiu o caminho do pai na música, entre eles: Crisóstomo (saxofonista), Crisália, Maria Conceição, Lassimi (cantora), Marinho – conhecido como Zito (tecladista), Marileth (cantora) e Mário Sérgio – conhecido como Serginho (guitarrista).

## Conjuntos Musicais

### Jazz Band Marinho(1951-1967)

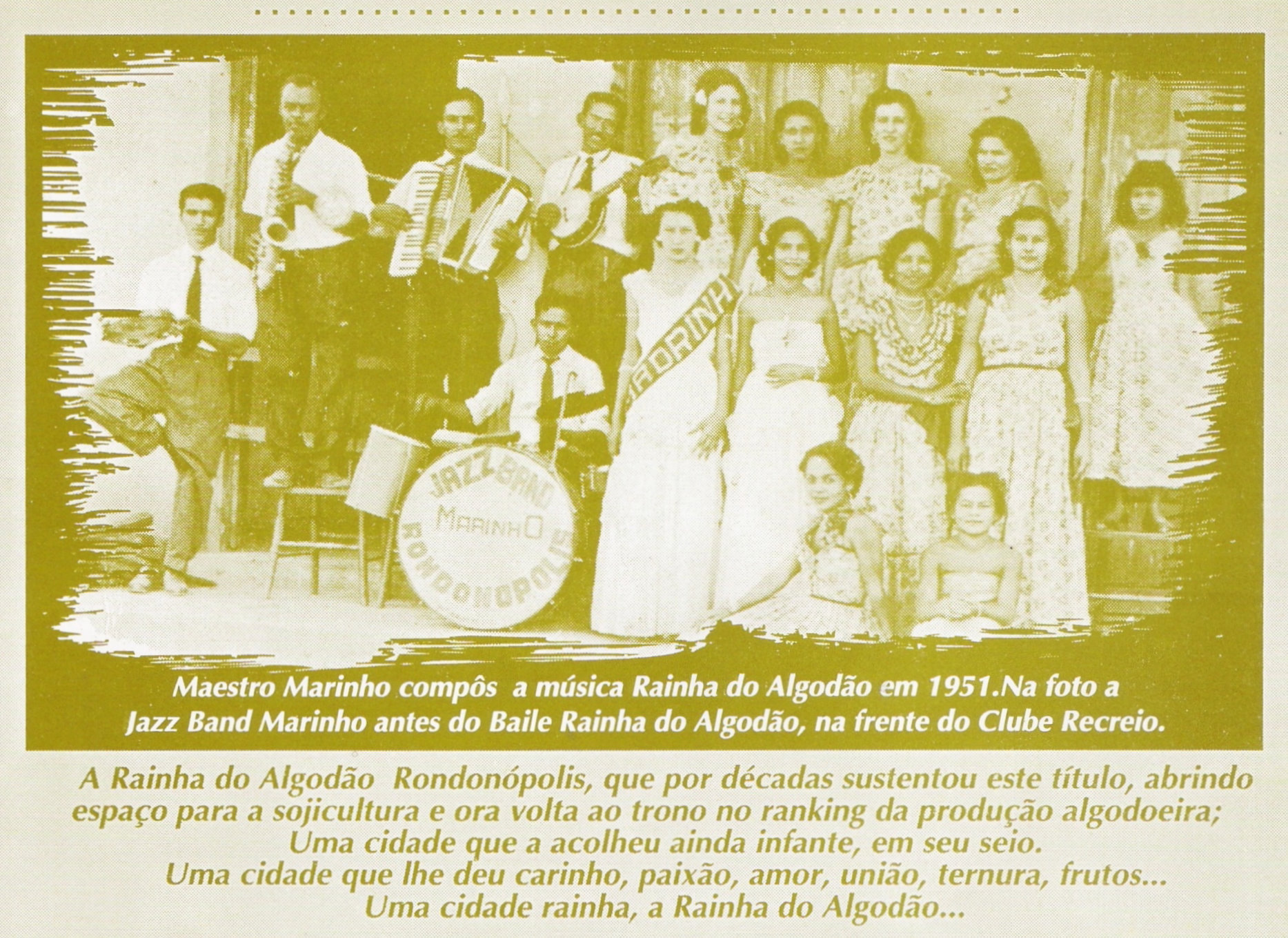
A Jazz Band Marinho posando para uma fotografia antes do Baile Rainha do Algodão, em frente ao Clube Recreio, em 1951.

Tudo começou quando o Maestro Marinho chegou a Rondonópolis em 6 de agosto de 1951. Após cumprir quase um ano de compromissos artísticos na capital do estado, Cuiabá, ele reuniu alguns jovens com vocação musical. Com várias aulas e ensaios, formou o primeiro conjunto musical da cidade de Rondonópolis e da região sul do estado de Mato Grosso. Nesse mesmo período, inaugurou o primeiro salão de dança da cidade, o Bar Clube Recreio.
O conjunto musical foi batizado de Jazz Band Marinho e era liderado pelo próprio Maestro Marinho, que tocava saxofone alto, instrumento que dominava com perfeição e talento. A banda também contava com acordeom, banjo, violão, pandeiro e bateria. Esse conjunto musical manteve-se em plena atividade por dez anos consecutivos. Em 1961, com o progresso de Rondonópolis e a chegada de serviços como energia elétrica, houve a inauguração do Rondonópolis Clube. Nesse contexto, Maestro Marinho reformulou o conjunto, incorporando o violão elétrico, e o grupo passou a se chamar Marinho e seu Conjunto, nome que manteve até 1967.

### Marinho & seus Beat Boys(1967 fundação)

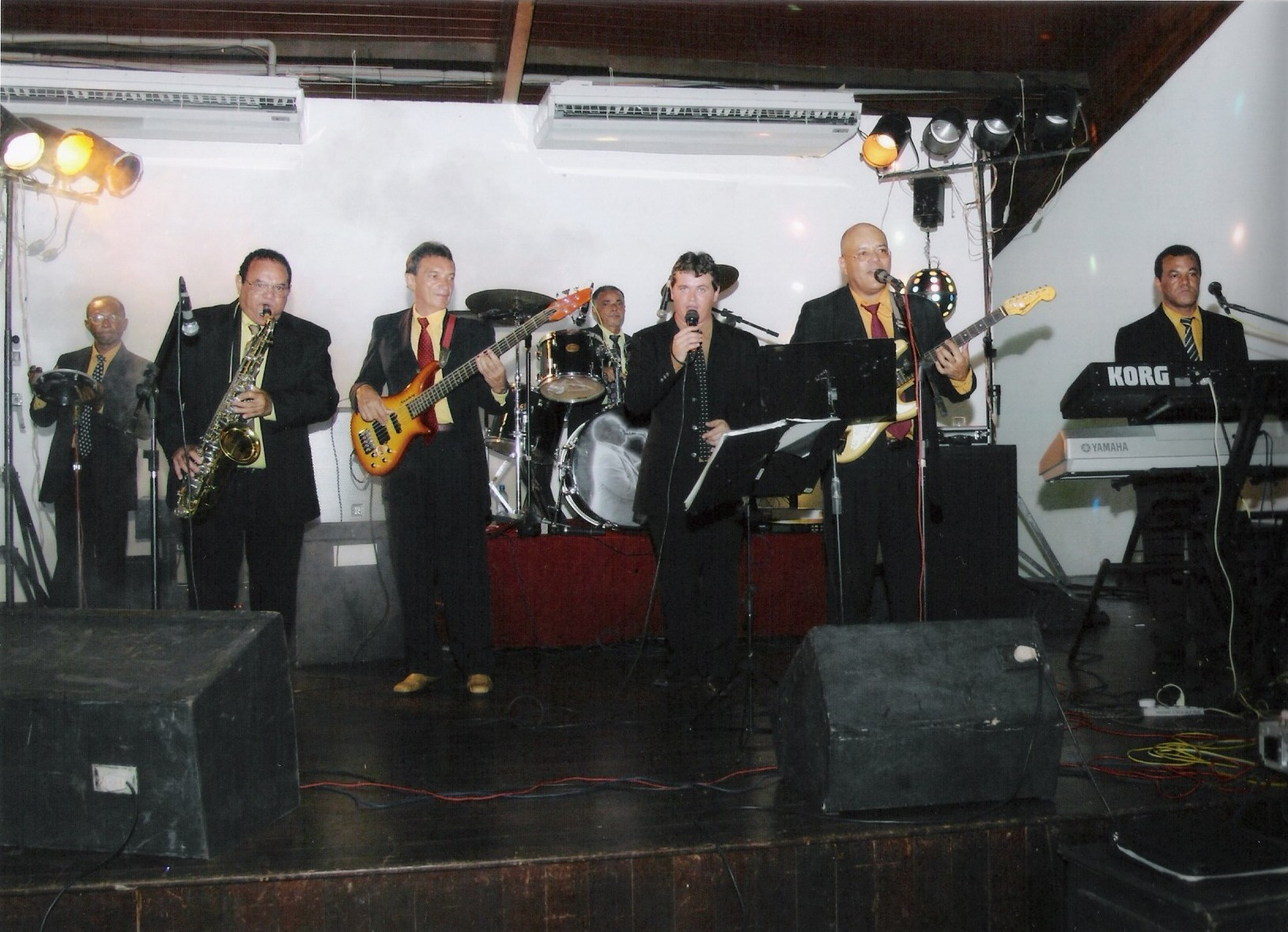
Marinho & seus Beat Boys em 2003

Com a grande revolução musical mundial da época, marcada pelo surgimento da banda inglesa The Beatles e, no Brasil, pelo movimento Jovem Guarda, liderado por Roberto Carlos, Erasmo Carlos e Wanderléa, o Maestro Marinho sentiu a necessidade de reformular mais uma vez o seu conjunto musical. Ele foi a São Paulo, onde adquiriu equipamentos de som e luz, além de instrumentos modernos. A banda passou então a se chamar Marinho & Seus Beat Boys, em homenagem aos Beatles. Com essa nova formação, o Maestro Marinho alcançou grande sucesso, não apenas em Rondonópolis, mas em todo o Mato Grosso e outros estados, gravando diversos discos e tocando com músicos e cantores nacionais. Hoje, a banda é liderada por seus filhos e continua desfrutando de grande prestígio e aceitação junto ao público. Em novembro de 2022, a Banda Marinho & seus Beat Boys foi declarada Patrimônio Cultural Imaterial da cidade de Rondonópolis, Mato Grosso, pela Lei Municipal 12.537 de 2022.

## Contribuições Sociais e Culturais para Rondonópolis e Mato Grosso

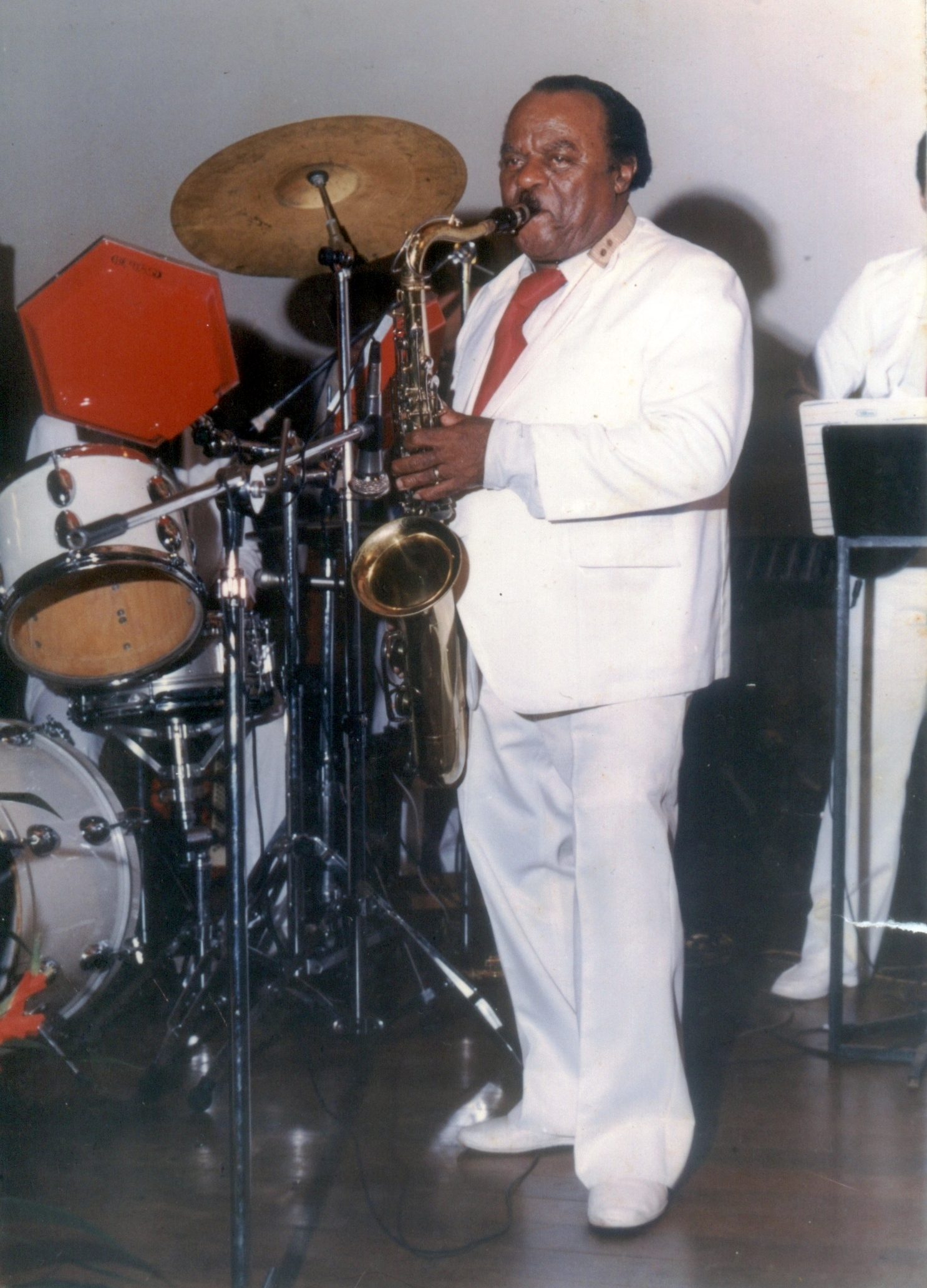
Maestro Marinho Franco em 1986

Maestro Marinho contribuiu imensamente para a cultura de Rondonópolis e de Mato Grosso. Através da música, trouxe alegria e apoio a várias cidades, promovendo bailes e festas beneficentes. Ele também inspirou e incentivou muitos músicos em suas carreiras. Por tudo isso, é considerado um mito em Rondonópolis, cidade à qual dedicou a canção Rainha do Algodão, composta como uma homenagem à sua cidade do coração. Em suas palavras: “Encontrei em Mato Grosso a flor mais bela do sertão. É Rondonópolis, cidade colosso, rainha do algodão.” (Marinho de Oliveira Franco)

## Homenagens
Maestro Marinho recebeu inúmeras homenagens ao longo de sua vida, incluindo os títulos de Cidadão Mato-grossense, Cidadão Rondonopolitano e Cidadão Guiratinguense. Em São Paulo, foi condecorado com a medalha da "1ª Exposição do Som do Brasil" no Clube Pinheiros e também recebeu homenagem da Secretaria de Cultura do Estado de Mato Grosso do Sul. Após sua morte, em 13 de setembro de 2000, o Governo do Estado de Mato Grosso prestou-lhe tributo ao nomear o novo Aeroporto de Rondonópolis como Aeroporto Maestro Marinho Franco. Em novembro de 2000, foi lembrado pela Assembleia Legislativa como um dos 101 músicos e compositores fundamentais para o desenvolvimento da produção musical em Mato Grosso no século XX. Em Rondonópolis, além do aeroporto, levam seu nome uma avenida, uma associação cultural e uma medalha de mérito destinada a personalidades que colaboram com a cultura local. Maestro Marinho faleceu em 24 de março de 2000, em Cuiabá, onde estava em tratamento. Foi um grande exemplo de dedicação à cultura de Mato Grosso.

## Discografia
- Marinho & seus Beat Boys 35 Anos (2002)

## Videografia
- Lassimi Brasileiríssimo (1986)
- Tributo a um Grande Maestro (1995)